# Джосеф Бенсон Форакер
Джозес Бенсон Форакер (англ. Joseph Benson Foraker; 5 липня 1846 — 10 травня 1917) — 37 губернатор Огайо з 1886 до 1890 і республіканський сенатор Сполучених Штатів Америки з 1897 до 1909.
Форакер народився в сільській частині Огайо у 1846 і приєднався у віці 16 років до Об'єднаної Армії упродовж американської громадянської війни. Він брав у ній участь протягом практично трьох років, досягнувши капітанського рангу. Після війни він поступив у Корнелльський університет і став юристом. Зацікавившись у політиці, він був вибраний суддею у 1879 і став дуже відомим політичним діячем. Він програв свої перші вибори у 1883, але був вибраний двома роками пізніше. Будучи губернатором він побудував дружні стосунки з Клевландським магнатом Марком Ханном, але посварився з ним у 1888. Форакер програв у перевиборах 1889, але був вибраний Сенатором Сполучених Штатів Генеральною Асамблеєю Огайо у 1896, після невдалої спроби посісти це місце у 1892.
У сенаті він підтримував Іспансько-Американську війну і анексію Філіппін та Пуерто Рико. Акт Форакера надав Пуерто Рико перший громадянський уряд під американським законом. Він був у протиріччі з президентом Теодором Рузвельтом на рахунок регуляції залізничної дороги і політичного патронажу. Їхньою найбільшою розбіжністю була Броунсвільська справа, у якій чорношкірі солдати були звинувачені у тероризуванні техаського міста і Рузвельт звільнив цілий батальйон. Форакер активно описував дії Рузвельта як необдумані та боровся за відновлення солдатів у службі. Їхні розбіжності вилились у злісну розмову у 1907 році на Грідіронському обіді, після чого Рузвельт сприяв поразці Форакера на перевиборах. Форакер помер у 1917 році.

## Дитинство та кар'єра

### Юнацтво та громадянська війна
Джозеф Бенсон Форакер народився 5 липня, 1846 року, на фермі на 1.6 кілометра на північ від Рейнсборо, що у штаті Огайо, в Гайлендському окрузі. Він був сином Генрі та Маргареті Форакер і одним із їх 11 дітей, з яких 9 досягнули повноліття. Генрі Форакер був першим у їхньому сімействі, який вимовляв своє прізвище таким чином, його ж батько виговорював його скоріше як Форекр (англ. Fouracre) або Форекер (англ. Foreacer). Девід Ріс, дідусь Джозефа по материнській лінії походив з Англії та прийшов з округа Грейсон, Вірджинія, щоби стати мельником та фермером.

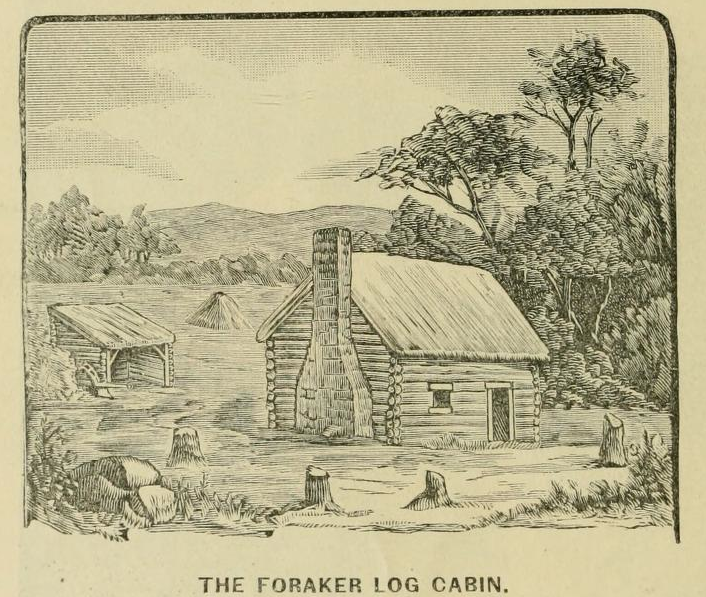
Зображення місця, де народився Форакер з біографії кандидата 1883 року

Дім, де народився Джозеф Форакер був зручною двохповерховою резиденцією, його пізніші публікації під час кампанії часто зображували його як дім з колод. Коли Джозефу було 2 роки Девід Ріс помер і сім'я Форакерів купила млин та ферму поблизу. Тут Джозеф ріс як звичайний хлопець. Він отримав трішки офіційної освіти, ходивши до місцевої школи три чи чотири місяці кожної зими. Проте молодий Джозеф мав схильність до військової історії і дар розказувати. Він також зацікавився політикою, у віці 10 років ставши прихильником новосформованої республіканської партії. Чотирма роками пізніше він допомагав республіканському кандидату Аврааму Лінкольну, у 1860 на президентських виборах, йдучи у процесії «Тих Хто Прокинувся» і інших про-лінкольнівських груп, беручи участь у стількох мітингах, скількох він лише міг. Достатньо вражений лише одним промовцем, щоб послідувати за ним до сусіднього міста він навчився не говорити на виступах однієї і тієї ж промови двічі за два дні, або хоча б у містах віддалених одне від одного.